# ألكسندر كوليف
ألكسندر كوليف (بالروسية: Колев, Александр)‏ هو لاعب كرة قدم روسي في مركز الهجوم، ولد في 8 ديسمبر 1992 في بورغاس في بلغاريا. شارك مع منتخب بلغاريا تحت 21 سنة لكرة القدم. أما مع النوادي، فقد لعب مع نادي بوتيف بلوفديف.

## وصلات خارجية
- ألكسندر كوليف على موقع الاتحاد الأوربي (الإنجليزية)
- ألكسندر كوليف على موقع قاعدة بيانات كرة القدم.إي يو (الإنجليزية)
- ألكسندر كوليف على موقع Soccerway.com (الإنجليزية)